# María Aparicio Calzada
María Aparicio Calzada, nascuda a València el 1981, és una advocada i política gallega del PPdeG. És senadora per La Corunya des de 2015 per a les XI i XII Legislatures.
Es va llicenciar en Dret per la Universitat de La Corunya. Va començar a militar al PPdeG amb 20 anys, incorporant-se primer a Noves Generacions.
Va ser assessora Jurídica de l'Ajuntament de Melide. A les eleccions generals de 2015 es va presentar al Senat per la província de La Corunya i va ser triada senadora, càrrec que va revalidar en els comicis de 2016.